# César Delgado
César Fabián Delgado Godoy (* 18. August 1981 in Rosario) ist ein ehemaliger argentinischer Fußballspieler. Er ist verheiratet und hat eine Tochter.
„El Chelito“ ist 174 cm groß und wiegt 72 kg. Sein wohl größter internationaler Erfolg war der zweite Platz beim Konföderationen-Pokal 2005 mit der argentinischen Nationalmannschaft. Er bestritt 20 Länderspiele für Argentinien, in denen er zwei Tore schoss.
Delgados Karriere begann bei Rosario Central in der Primera División, der höchsten Spielklasse im argentinischen Fußball. Im Jahr 2003 wechselte er zum CD Cruz Azul. In der Apertura 2003 schoss er bei 16 Einsätzen acht Tore. In der folgenden Clausura erzielte er in 21 Spielen acht Tore. In der Saison 2004/2005 schoss Delgado 16 Tore in 33 Spielen. 2005/06 erzielte er in 38 Spielen 18 Tore. 2006/07 lief er das letzte Mal für Cruz Azul auf und schoss in 27 Partien sieben Tore. Von 2008 bis 2011 spielte er bei Olympique Lyon, dann für CF Monterrey und bei seinem Karriereende 2016 zuletzt für Rosario Central.